# Ise, Japonia

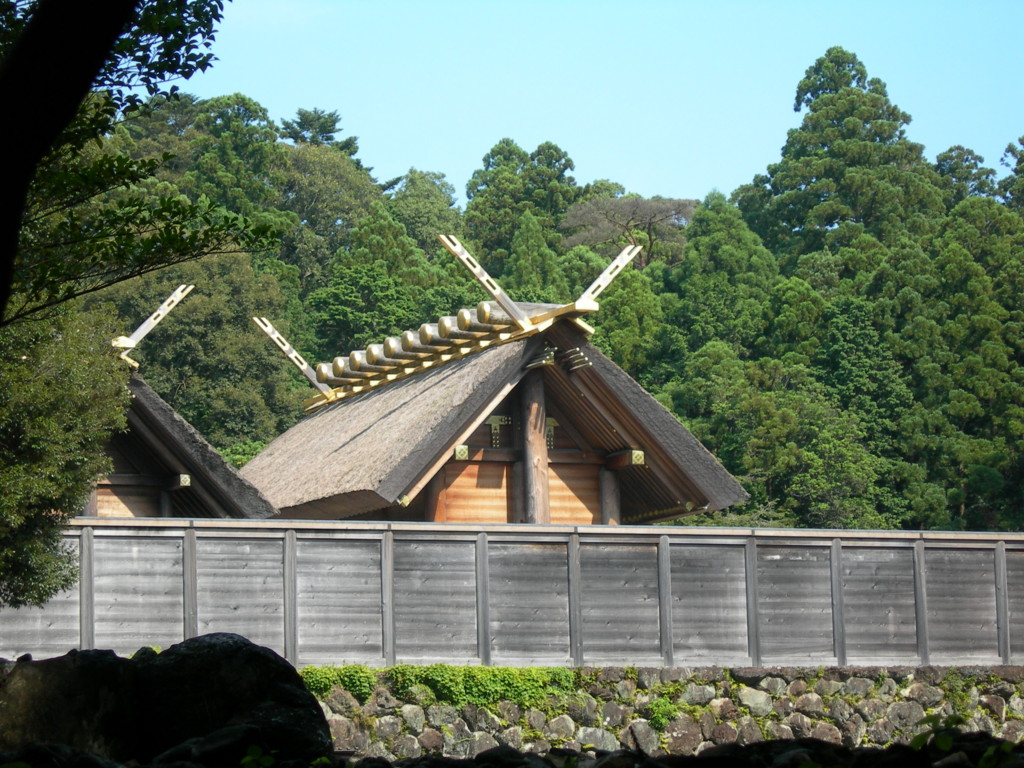
Clădirea Naigu a Marelui Altar din Ise

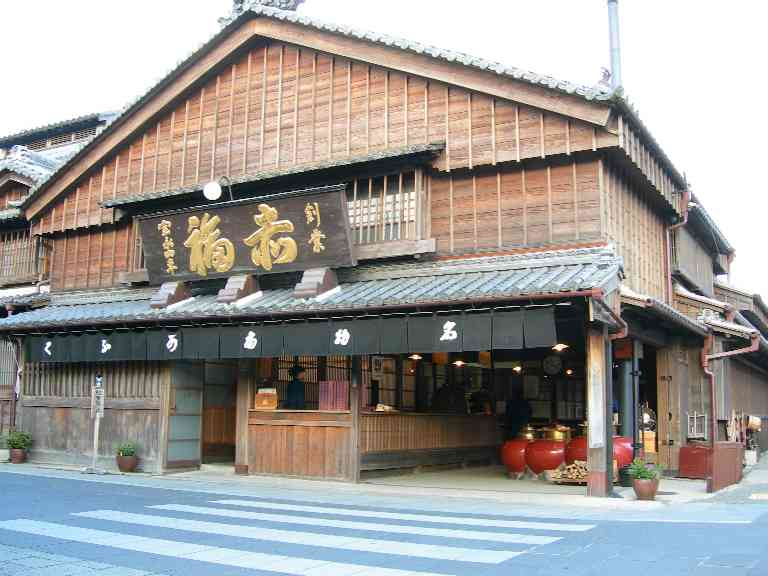
Clădire din Ise

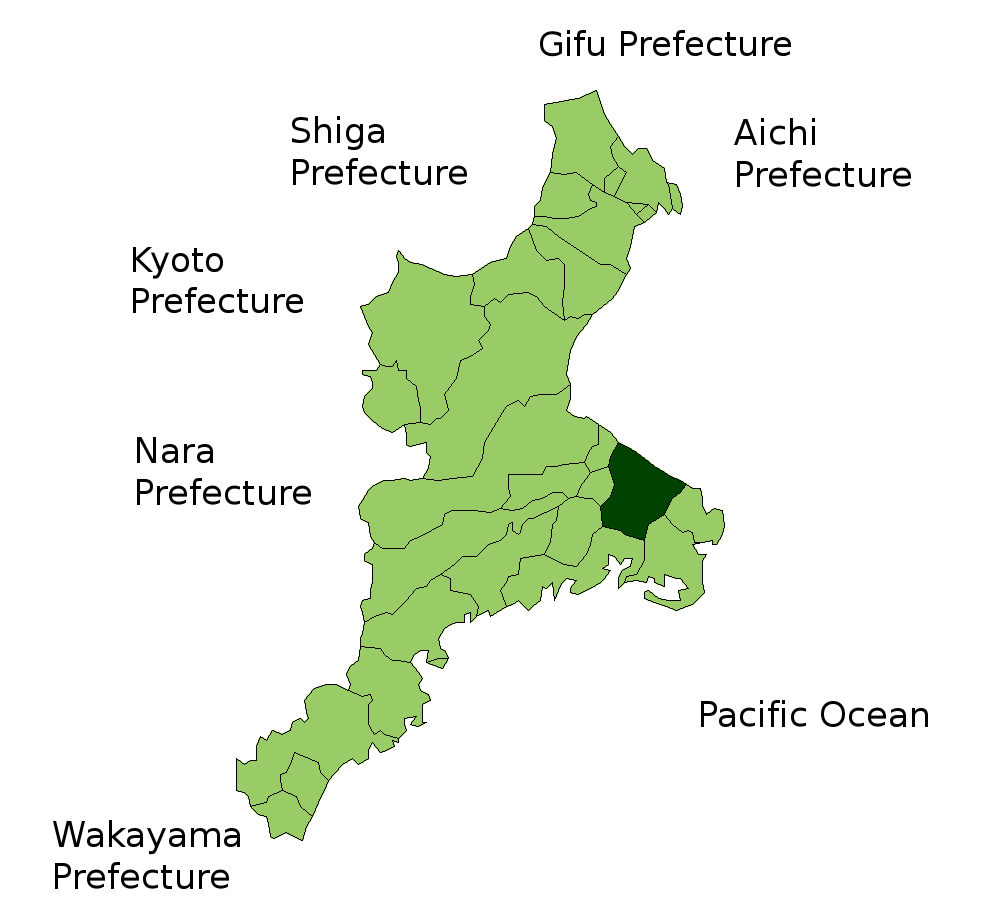

Ise (伊勢市 Ise-shi?) este un municipiu din Japonia, prefectura Mie.